# 米哈伊利夫卡 (科諾托普區)
51°8′42″N 33°53′19″E / 51.14500°N 33.88861°E
米哈伊利夫卡（烏克蘭語：Михайлівка）是位於烏克蘭東北部的村莊，由蘇梅州科諾托普區的布林市鎮負責管轄。該村處於恰沙河畔，距離布倫、邦達里、維克托里尼夫卡、捷姆涅和新亞歷山德里夫卡1.5公里。